# Léon Chefneux
Léon Chefneux, né à Piatra Neamț en Roumanie le 15 janvier 1853 et mort à Grasse le 31 mai 1927, est un explorateur, homme d'affaires et administrateur colonial français. 

## Biographie
Il voyage dès 1877 en Éthiopie avec Pierre Arnoux pour la Société commerciale franco-éthiopienne puis avec Paul Soleillet pour la Société Française.
Il s'installe en 1882 dans le Choa comme négociant et y devient ami d'Arthur Rimbaud. En 1885, il est chargé d'une livraison d'armes au Négus Ménélik et traverse alors avec Henry Audon le Dankali et le Choa où ils rencontrent Paul Soleillet. À la suite d'une chasse Audon est blessé et doit être amputé.
Ayant appris le massacre de l'explorateur Léon Barral et de sa femme le 24 février 1886, il se rend aux sources d'Amoïssa et y retrouvent les cadavres méconnaissables, dévorés par les hyènes et les oiseaux de proie. Il retrouve les fusils de l'expédition et les bagages. 
Gérant de la Société du Lac Assal (1896-1897) dont il a reçu la concession en 1887, fondateur en 1896 avec Alfred Ilg de la Compagnie impériale des chemins de fer éthiopiens, consul général d'Éthiopie, Léon Chefneux participe à l'établissement du chemin de fer entre Djibouti et Addis-Abeba.
Il est fait chevalier de la Légion d'honneur le 9 janvier 1894.